# Berlin-Charlottenburger Straßenbahn

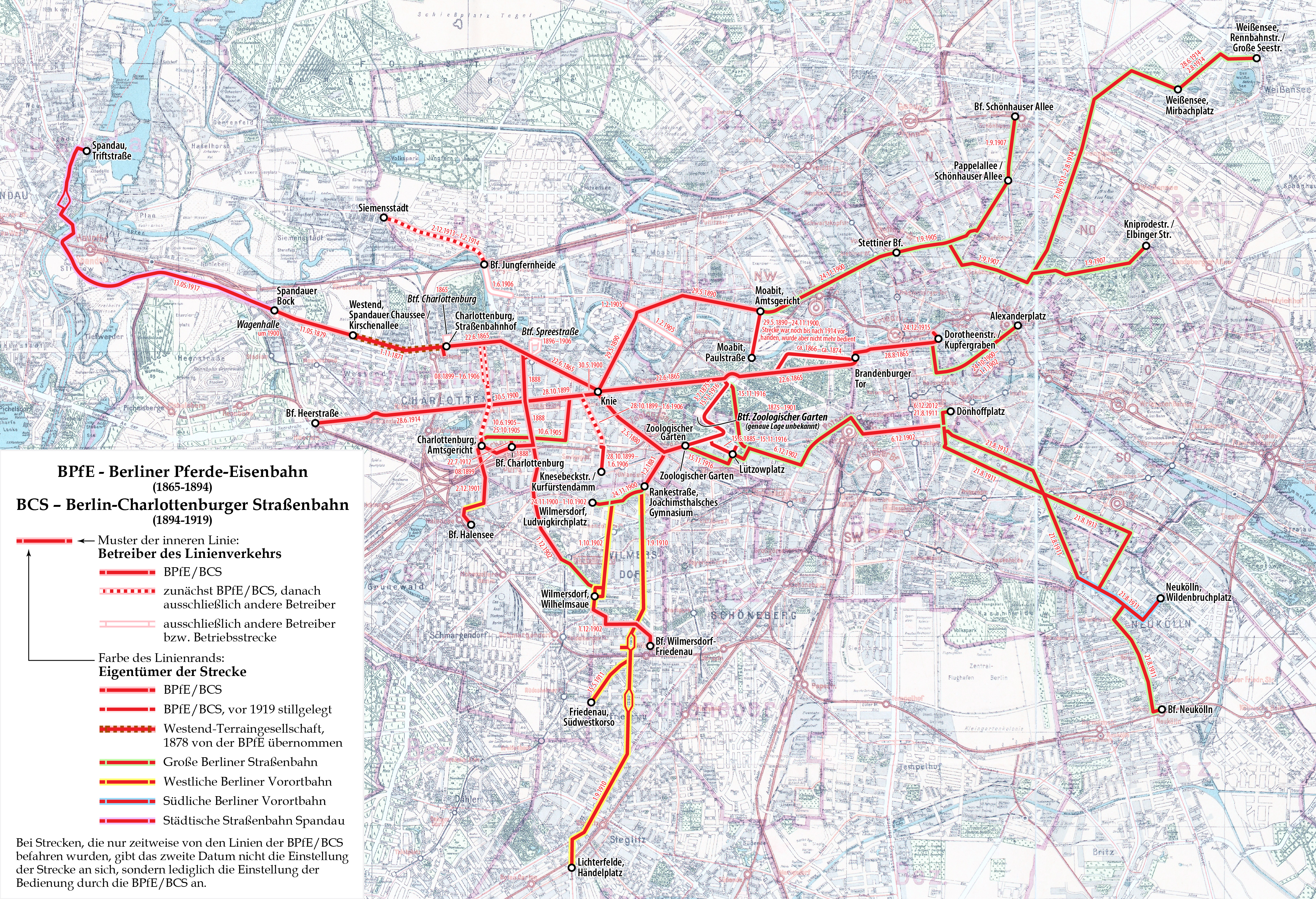
Strecken- und Liniennetz der Berliner Pferde-Eisenbahn und Berlin-Charlottenburger Straßenbahn, 1865–1919

Die Berlin-Charlottenburger Straßenbahn (BCS) war ein privates Straßenbahnunternehmen im Großraum Berlin. Sie wurde 1865 als Berliner Pferde-Eisenbahn (BPfE) gegründet und 1894 anlässlich der bevorstehenden Elektrifizierung umbenannt. Die von ihr am 22. Juni 1865 eröffnete Linie zwischen dem Brandenburger Tor in Berlin und der bis 1920 selbstständigen Stadt Charlottenburg war die erste Straßenbahnlinie Deutschlands. Bis 1914 weitete die Gesellschaft ihr Netz vor allem innerhalb Charlottenburgs aus. Die Linien führten darüber hinaus bis in die Berliner Innenstadt, nach Spandau, Weißensee und Neukölln. Im Jahr 1900 erwarb die konkurrierende Große Berliner Straßenbahn drei Viertel der Anteile an der BCS und übernahm ab 1907 deren Verwaltung. Die vollständige Übernahme fand 1919 statt. Während der zentrale Abschnitt der ersten Strecke der Gesellschaft durch den Großen Tiergarten in den 1930er-Jahren dem Ausbau der Ost-West-Achse zum Opfer fiel, wurde der westliche Ast bis zur Stilllegung des West-Berliner Straßenbahnnetzes am 2. Oktober 1967 befahren. Ein ebenfalls 1865 eröffnetes Teilstück in der Dorotheenstraße ist als der älteste noch vorhandene Streckenabschnitt im Netz der Berliner Straßenbahn in Betrieb.

## Geschichte

### Vorgeschichte und Eröffnung
Am 26. November 1832 ging mit der New York and Harlem Railroad die weltweit erste Straßenbahn in Betrieb. In Europa verbreitete sich das neue Verkehrsmittel ab 1854 zuerst in Paris. Den öffentlichen Nahverkehr in Berlin bewerkstelligten zu dieser Zeit eine Vielzahl an Fuhrunternehmern mit Droschken und Pferdeomnibussen. Das Berliner Polizeipräsidium wünschte daher eine „Centralisation des sämtlichen öffentlichen Fuhrwesens“, indem es die erforderlichen Konzessionen an einen einzelnen Unternehmer vergab. 1858 trat der französische Staatsrat Carteret mit dem Präsidium in Verbindung. Er schlug ein flächendeckendes Netz aus Pferdeomnibussen und -bahnen vor. Das Vorhaben scheiterte, da Carteret die erforderlichen Mittel nicht aufbringen konnte. Die ihm erteilten Konzessionen erloschen zum 1. Dezember 1859.

Wagen 40 (Bj. 1875) und Wagen 10 (Bj. 1865) in der Dorotheenstraße mit festlichem Schmuck anlässlich des 90. Geburtstages Kaiser Wilhelms I., 22. März 1887

Wagen 47 (Bj. 1876) vor dem Schloss Charlottenburg mit festlichem Schmuck anlässlich des 90. Geburtstages Kaiser Wilhelms I., 22. März 1887

1863 traten der württembergische Ingenieur von Binger und der dänische Ingenieur Møller auf den Plan. Møller hatte 1862 die königliche Bewilligung für die Einrichtung einer Pferdebahnlinie in Kopenhagen erhalten, musste sein Vorhaben aber wieder fallen lassen. Zeitgleich stand er mit dem Hamburger Senat und dem Berliner Polizeipräsidium für zwei ähnliche Projekte in Verbindung. Der preußische Handelsminister von Itzenplitz stand Møllers Plänen einer Bahn von Berlin nach Charlottenburg nicht abgeneigt gegenüber. Auf Anraten der Behörden musste dieser jedoch die geplante Streckenführung durch das Brandenburger Tor und den Boulevard Unter den Linden aufgeben und stattdessen eine Streckenführung durch die Sommerstraße und Dorotheenstraße wählen. Hierfür war ein zusätzlicher Durchbruch durch die Berliner Zollmauer vonnöten. Der Endpunkt sollte sich Am Kupfergraben befinden. Am 23. März 1864 erteilte der Minister Møller die Konzession. Die Konzessionsdauer war auf Wunsch Møllers von fünf auf zehn Jahre ausgedehnt worden. Neben der Linie Kupfergraben – Charlottenburg war Møller die Einrichtung einer Zweiglinie vom Brandenburger Tor über das Kroll’sche Etablissement und die Ausflugsgaststätte In den Zelten zum Kleinen Stern und einer weiteren Linie vom Dönhoffplatz durch die Leipziger Straße und Potsdamer Straße nach Schöneberg gestattet worden.
Zur Finanzierung der Bahn wurde die Übertragung der Konzession auf eine Gesellschaft zugelassen. Am 11. Mai 1864 gründete sich die Kommanditgesellschaft auf Aktien in Firma Berliner Pferdeeisenbahn-Gesellschaft E. Besckow, die sämtliche Rechte und Pflichten übernahm. Die Gebrüder Ernst und Wilhelm Besckow waren Fuhrunternehmer aus Berlin. Das Grundkapital sollte für beide Linien 510.000 Taler (1.530.000 Mark) betragen. Die Gesellschaft brachte jedoch nur das für die Charlottenburger Linie erforderliche Kapital von 280.000 Talern (840.000 Mark) zusammen, sodass der Bau der Schöneberger Linie zunächst unterblieb. Møller soll die Konzession dieser Linie zunächst behalten und sie 1872 an die Große Internationale Pferde-Eisenbahn-Gesellschaft übertragen haben.
Neben der vom Polizeipräsidenten ausgestellten Konzessionsurkunde musste die Gesellschaft die straßenbaupolizeiliche Genehmigung zur Anlage von Pferdebahnen beantragen und die Zustimmung des Straßeneigentümers zur Benutzung einholen. Bis zum 31. Dezember 1875 oblag die erste Maßnahme ebenfalls dem Berliner Polizeipräsidium, für die Zustimmung war bis zum gleichen Zeitpunkt die Königliche Ministerial-Bau-Commission zuständig. Durch Kabinettsorder vom 28. Dezember 1875 unterstand die Straßenbaupolizei mit Jahresbeginn 1876 den Städten, ebenso gingen die meisten Straßen in das Eigentum der Städte über. Unberührt hiervon blieben diverse Landstraßen und die Straße Unter den Linden.
Der Bau der Strecke begann im Januar 1865. Knapp einen Monat vor der Inbetriebnahme gab der Berliner Polizeipräsident eine Verordnung über den Betrieb der Pferdeeisenbahn heraus. Die 42 Paragraphen umfassende Vorschrift regelte unter anderem die Beschriftung der Wagen, Dienstkleidung und die Beförderungsbedingungen. Die Kutscher waren dazu angehalten, nicht schneller als im Trab zu fahren, vor Straßenkreuzungen war Schritt vorgeschrieben. Frauen war darüber hinaus das Betreten des Oberdecks untersagt, diese Regelung wurde erst im Vorfeld der Berliner Gewerbeausstellung 1896 aufgehoben. Gegenüber den Torwagen („Kremser“), die häufig nur bei voller Besetzung abfuhren, war den Kutschern das Auffordern von Passanten zur Mitfahrt untersagt. War die Weiterfahrt durch Hindernisse, die nicht augenblicklich beseitigt werden konnten, unterbrochen, sollten die Wagen aus den Schienen herausgehoben und die Stelle umfahren werden. Bei Fahrten in Kolonne sollten mindestens 60 Schritte, bei stehenden Wagen mindestens zehn Schritte Abstand gehalten werden, damit die Zugpferde die Wagen nicht anknabberten.
Am 22. Juni 1865 ging der erste Abschnitt zwischen Brandenburger Tor und dem Straßenbahnhof in Charlottenburg in Betrieb. Zwei Monate darauf folgte am 28. August die Verlängerung der Bahn vom Brandenburger Tor zum Kupfergraben. Die Strecke war zunächst eingleisig mit acht Ausweichen angelegt. Der Streckenverlauf führte von der Dorotheenstraße über Sommerstraße, Charlottenburger Chaussee, Berliner Straße und Spandauer Berg zur Ecke Sophie-Charlotte-Straße. Dort befand sich auch der erste Straßenbahnbetriebshof, der damals noch als Pferdebahnhof bezeichnet wurde. Ausweichmöglichkeiten gab es an den Endstellen sowie an der Kreuzung Dorotheenstraße Ecke Neue Wilhelmstraße, in der Sommerstraße, am Großen Stern, an der Grenze zu Charlottenburg, am Knie, am Wilhelmplatz und am Luisenplatz.
Die 1865 ebenfalls genehmigte Zweigstrecke Zu den Zelten konnte 1866 oder 1872 eröffnet werden. Sie blieb wegen mangelnder Rentabilität nur bis 1874 oder 1875 in Betrieb.

### Ausbau des Streckennetzes
| Verlauf                                                                    | Länge (in km) |
| -------------------------------------------------------------------------- | ------------- |
| Kupfergraben – Pferdebahnhof                                               | 7,8           |
| Kupfergraben – Lützowplatz                                                 | 5,0           |
| Pferdebahnhof – Lützowplatz                                                | 5,0           |
| Bf Charlottenburg – Lützowplatz                                            | 5,4           |
| Pferdebahnhof – Spandauer Bock                                             | 2,8           |
| Pferdebahnhof – Alt-Moabit, Kriminalgericht                                | 5,5           |
| Alt-Moabit, Kriminalgericht – Lützowplatz                                  | 5,4           |
| Kurfürstendamm/Kurfürstenstraße – Rankestraße, Joachimsthalsches Gymnasium | 1,1           |

Trotz des anfangs hohen Fahrpreises von zweieinhalb Silbergroschen (25 [Reichs-]Pfennig; 1901 kostete die gleiche Fahrt 10 Pfennig) erwies sich die Bahn als Erfolg. Im ersten vollen Betriebsjahr 1866 transportierte sie rund 960.000 Fahrgäste; wobei eine außerordentliche Belastung im Ausflugsverkehr in die damals noch als Sommerfrische geltende Stadt Charlottenburg zu beobachten war. Während im Januar 1866 46.560 Fahrgäste die Pferdebahn nutzten, waren es im August desselben Jahres 165.230. Der Schriftsteller Hans Wachenhusen schilderte eine solche Ausflugsfahrt während der ersten Betriebsjahre. Am Kupfergraben waren an solchen Tagen mehrere Hundert Menschen an der Haltestelle zu beobachten, ein Zustieg entlang der Strecke war nahezu unmöglich. Zeitungen berichteten, dass die für 45–50 Personen zugelassenen Wagen teilweise bis zu 93 Fahrgäste aufnehmen mussten. Da dadurch wiederum der Fahrplan nur bedingt einzuhalten war, ergab sich kaum eine Zeitersparnis gegenüber den Fußgängern auf gleicher Strecke. Die Satireschrift Kladderadatsch nahm diese Umstände zum Anlass ein „Reglement zur Benutzung der Berliner Pferdebahn“ herauszugeben, in dem beispielsweise für Fußgänger, die Pferdebahnwagen überholten, eine Übereilungsstrafe von fünf Silbergroschen vorgesehen war.
Im Jahr 1871 ließ die Terrain-Gesellschaft Westend H. Quistorp & Co. auf eigene Kosten eine eingleisige Strecke vom Pferdebahnhof in die Villenkolonie Westend anlegen. Die Betriebsführung übertrug sie der BPfE. Die Strecke war 1,4 Kilometer lang und wies auf einer Länge von 620 Metern eine Steigung von 33,3 Promille auf. Die Bedienung erfolgte mit einer Pendellinie ab dem Pferdebahnhof, da die auf der Hauptlinie eingesetzten zweispännigen Decksitzwagen außerstande waren, die Steigung zu bewältigen. Im gleichen Jahr gründete sich die Große Berliner Pferde-Eisenbahn-Aktien-Gesellschaft (GBPfE), die beginnend ab 1873 mehrere Strecken von Berlin in die Vororte eröffnete.
Nach Ablauf der ersten Konzession firmierte das Unternehmen ab 1875 unter dem Namen Berliner Pferde-Eisenbahn-Gesellschaft, Kommandit-Gesellschaft auf Aktien J. Lestmann & Co. Im gleichen Jahr ging eine Zweigstrecke vom Großen Stern über Fasanerieallee und Corneliusbrücke zum Haupteingang des Zoologischen Gartens in Betrieb. Die Hauptstrecke erhielt durchgehend ein zweites Streckengleis. Es folgten weitere Strecken von Westend zum Spandauer Bock (1879), vom Knie über die Hardenbergstraße zum Zoologischen Garten (1880), über die Rankestraße zum Joachimsthalschen Gymnasium (1881), vom Kurfürstendamm zum Lützowplatz (1885), vom Wilhelmplatz über die Wilmersdorfer Straße zum Stadtbahnhof (1887) sowie vom Knie über Marchstraße, Gotzkowskybrücke und Alt-Moabit nach Moabit, Paulstraße (1890). Mit der Stadt Berlin schloss das Unternehmen am 7. Mai 1881 einen neuen Zustimmungsvertrag bis zum 31. Dezember 1909 ab, der unter anderem die Genehmigung zur Anlage neuer Linien enthielt.

### Häufiger Traktionswechsel

Wagen 36 und 38 mit Kontaktwagen und Oberleitung anlässlich des Versuchsbetriebs zwischen Straßenbahnhof und Spandauer Bock, 1882

Der Betrieb als Pferdebahn zeigte schnell die Grenzen dieser Traktionsart auf. Um die Leistungsfähigkeit zu erhöhen, experimentierte die BPfE mehrfach mit unterschiedlichen Antriebsmöglichkeiten. Ab dem 20. April 1878 setzte die BPfE auf der Strecke Brandenburger Tor – Pferdebahnhof zwei Kastendampflokomotiven von Wöhlert und Krauss ein. Als Beiwagen dienten Pferdebahnwagen. Der Versuch mit Dampfstraßenbahnen lief parallel zu den Pferdebahnen bis zur Einstellung am 11. August 1878. Neben der Rauchbelästigung stellte sich heraus, dass der Ober- und Unterbau zu schwach für die Lokomotiven ausgelegt waren. 1881/82 startete die Bahn einen zweiten erfolglosen Versuch mit Rowan’schen Dampftriebwagen.
Nach der Eröffnung der ersten elektrischen Straßenbahn der Welt im Mai 1881 suchte Siemens & Halske nach einer geeigneten Strecke, um den elektrischen Antrieb weiter erproben zu können. Die zweieinhalb Kilometer lange Strecke vom Pferdebahnhof über Westend zum Spandauer Bock bot mit ihrer für Berliner Verhältnisse starken Steigung ein optimales Versuchsfeld. Am 1. Mai 1882 begann der Versuchsbetrieb mit den umgerüsteten Wagen 36 und 38. Parallel zur Strecke waren in einer Höhe von vier bis fünf Metern zwei voneinander isolierte Kupferdrähte gespannt. Auf diesen lief ein mit Motor versehener zwei- beziehungsweise vierrädriger Kontaktwagen. Über ein biegsames Kabel war der Kontaktwagen mit den Triebwagen und den Fahrmotoren verbunden. Da die Fahrleitung nur einspurig verlegt war, mussten die Triebwagen an den Begegnungspunkten vom Kontaktwagen getrennt und mit dem jeweils anderen Kontaktwagen wieder verbunden werden. Das System bewährte sich nicht, sodass Siemens & Halske ab Ende 1882 die Fahrleitung durch eine Schlitzrohrfahrleitung ersetzte. Als Stromabnehmer dienten nun in die Fahrleitung eingelassene Schlitten, die die Triebwagen während der Fahrt hinter sich her zogen. Die Betriebsspannung lag bei 180 Volt Gleichstrom, die Triebwagen erreichten in der Ebene eine Geschwindigkeit von 20 km/h, in der Steigung 10–12 km/h. Im Mai 1883 wurde der Versuchsbetrieb wieder eingestellt. Im August 1886 führte die BPfE probeweise Fahrten mit einem Akkumulatortriebwagen auf der Linie Pferdebahnhof – Lützowplatz durch. Nach mehreren Entgleisungen war der Triebwagen derart beschädigt, dass der Versuch eingestellt werden musste.

### Umbenennung und Elektrifizierung

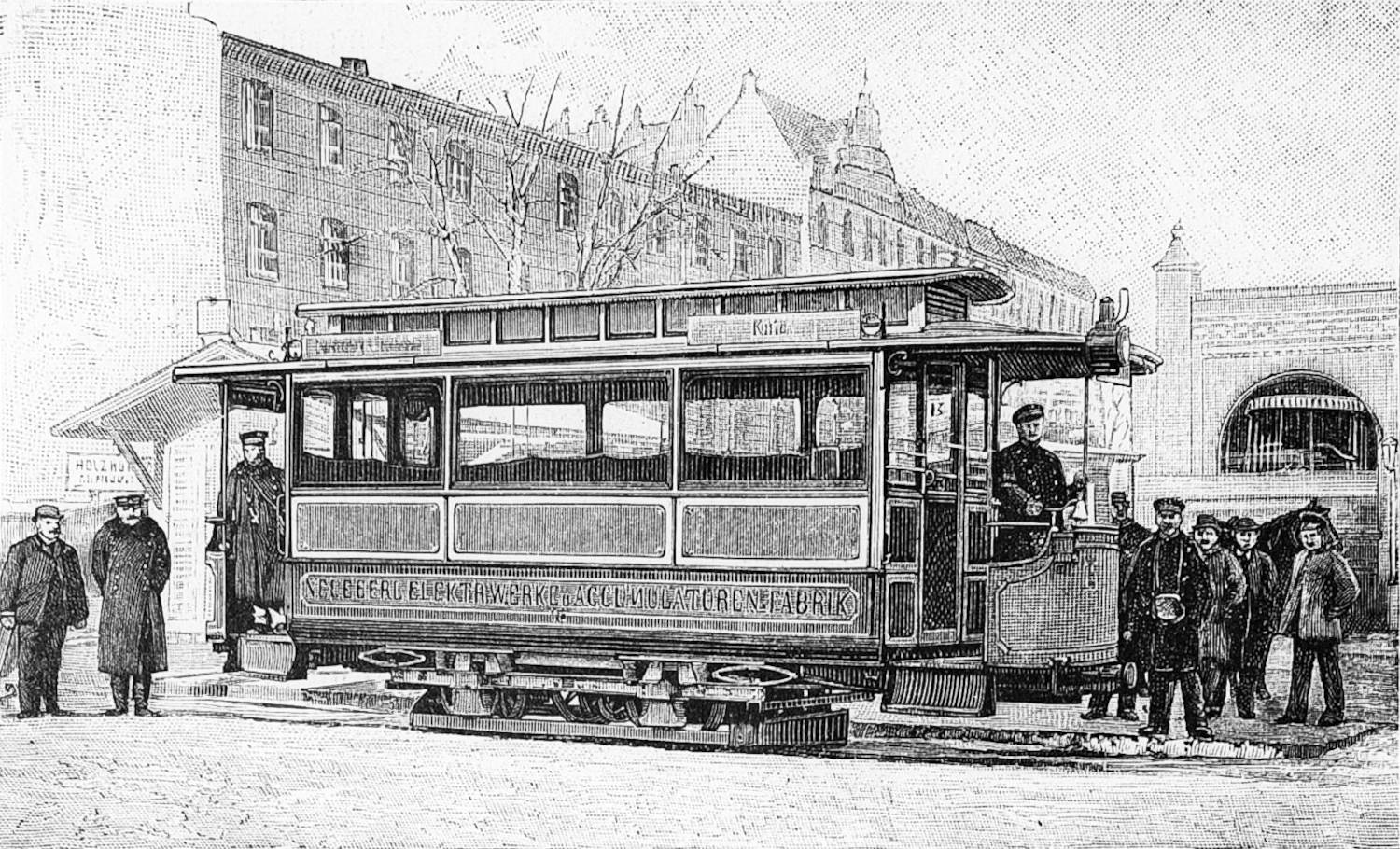
Accumulatorenbahnwagen – Illustration in der Zeitschrift Die Gartenlaube, 1896

Stuttgarter Platz am Bahnhof Charlottenburg um 1903: im Vordergrund zwei Triebwagen der Linien V und S, im Hintergrund ein von Hand rangierter Sommerwagen

Platz vor dem Brandenburger Tor, 1904: aus ästhetischen Gründen ohne Oberleitung, rechts abgehend die Strecke in den Tiergarten

| Jahr | BPfE BCS | GBPfE GBS | NBPf | ges.  |
| ---- | -------- | --------- | ---- | ----- |
| 1877 | 03,2     | 025,1     | 00,4 |       |
| 1880 | 03,5     | 045,6     | 02,3 |       |
| 1882 | 03,8     | 057,3     | 04,1 | 88,3  |
| 1885 | 03,8     | 077,2     | 06,2 | 116,8 |
| 1890 | 05,6     | 121,3     | 14,1 | 204,0 |
| 1895 | 07,0     | 138,6     | 18,3 | 270,1 |
| 1899 | 11,0     | 187,8     | 27,6 | 414,7 |
| 1900 | 13,7     | 236,0     | –    | 458,4 |

1892 schlug Siemens & Halske dem Charlottenburger Magistrat die Einrichtung einer elektrischen Straßenbahnlinie im Verlauf der ersten Linie von 1865 vor. Hintergrund war die zum 30. Juni 1895 auslaufende Konzession. Da der Magistrat dem Vorhaben wohlwollend gegenüberstand, sah sich die BPfE dazu veranlasst, Siemens & Halske mit der Elektrifizierung des Streckennetzes zu beauftragen, um die Konzessionen weiterhin zu erhalten. Am 6. Januar 1893 unterzeichneten beide Seiten den entsprechenden Vertrag. Im Hinblick auf die bevorstehende Elektrifizierung änderte das Unternehmen am 26. September 1894 seinen Firmennamen in Berlin-Charlottenburger Straßenbahn AG.
Ab 1896 begannen erneut Testfahrten mit Akkumulatortriebwagen. Da mehrere Institute und Behörden Bedenken äußerten, entschied sich das Unternehmen zur vollständigen Einführung des Akkumulatorbetriebes. Die Behörden wollten eine Verunzierung des Straßenbildes durch die Fahrdrähte verhindern, außerdem fürchtete die Physikalisch-Technische Reichsanstalt eine Verfälschung ihrer Messergebnisse durch „vagabundierende Ströme“. Parallel dazu fanden Fahrten mit einem Gasmotortriebwagen der Deutschen Gasbahngesellschaft statt; das Fahrzeug war später bei der Hirschberger Thalbahn im Einsatz.
Die offizielle Umstellung auf elektrischen Akkumulatorbetrieb begann am 3. August 1897 auf dem Streckenabschnitt Brandenburger Tor – Pferdebahnhof. Einen Monat später war die komplette Linie bis Kupfergraben umgestellt. Ende November schloss die BCS mit der Stadt Charlottenburg einen neuen Zustimmungsvertrag mit Gültigkeit bis zum 30. September 1937 ab, in dem die Stadt die Einrichtung weiterer Linien zusagte. Die BCS verpflichtete sich gleichzeitig zur Einführung eines 10-Pfennig-Einheitstarifes innerhalb der Gemeinde. Mit der Gemeinde Deutsch-Wilmersdorf kam ein ähnlicher Vertrag zustande. Noch während der Umstellungsphase zeigten sich die Nachteile des Akkumulatorbetriebs auf. Neben der geringen Reichweite und der hohen Störanfälligkeit fühlten sich die Fahrgäste durch die Säuredämpfe belästigt. Daher beantragte das Unternehmen 1898 die Umrüstung auf Oberleitungsbetrieb mit Schleifbügel. Die ersten Linien konnten am 1. Januar 1899 umgestellt werden. Auf einigen Streckenabschnitten, so in einem Radius von einem Kilometer um die Physikalisch-Technische Reichsanstalt und am Brandenburger Tor, war hingegen weiterhin keine Oberleitung gestattet.
Einhergehend mit der Elektrifizierung eröffnete die BCS weitere Streckenabschnitte und baute die bestehenden Strecken zweigleisig aus. Die 1880 in der Hardenbergstraße angelegte Strecke erhielt 1898 das zweite Gleis. Im August 1899 ging die Strecke von der Spandauer Straße über Schloßstraße, Suarezstraße, Amtsgerichtsplatz und Leonhardstraße zum Stadtbahnhof in Betrieb, im gleichen Monat war die Strecke durch die Wilmersdorfer Straße elektrifiziert. Ab dem 28. Oktober 1899 fuhr die Straßenbahn durch die Bismarckstraße, Grolmannstraße und Knesebeckstraße bis zum Kurfürstendamm. Ab dem 30. Mai 1900 war die Bismarckstraße zwischen Knie und der Schloßstraße am Sophie-Charlotte-Platz durchgängig befahrbar.

### Berührung mit anderen Straßenbahnnetzen
Insbesondere in der Berliner Innenstadt gab es zahlreiche Berührungspunkte mit Linien anderer Straßenbahngesellschaften.
Hervorzuheben ist allerdings ein Berührungspunkt in einem Vorort: Am Händelplatz in Groß-Lichterfelde gab es eine Umsteigemöglichkeit von der Endhaltestelle der Linie W zum westlichen Strang der Ringlinie der meterspurigen Straßenbahn Groß-Lichterfelde, einer Erweiterung von Werner von Siemens’ erster elektrischer Straßenbahn.

### Übernahme durch die Große Berliner Straßenbahn

Henriettenplatz am Ringbahnhof Halensee mit Triebwagen auf der Linie T, um 1905

Am 9. März 1900 kam zwischen der BCS und der Stadt Berlin ein neuer Zustimmungsvertrag mit Gültigkeit bis zum 31. Dezember 1919 zustande. Im gleichen Jahr erwarb die Große Berliner Straßenbahn (GBS, ehemals GBPfE) drei Viertel des Aktien- und Obligationskapitals, womit die formelle Selbstständigkeit der Bahn aufhörte. Die Verwaltung übernahm die GBS. Im Gegenzug ergab sich für die BCS die Möglichkeit, ihre Linien über die Strecken der GBS und deren Tochtergesellschaften Westliche Berliner Vorortbahn (WBV) und Südliche Berliner Vorortbahn (SBV) auszudehnen. Hierzu war die Umrüstung der Oberleitung und Triebwagen von Schleifbügel auf Rollenstromabnehmer vonnöten. Am 16. Juni 1900 erhielt die Bahn vom Berliner Polizeipräsidium eine neue Konzession bis zum 31. Dezember 1949. Der Inhalt deckte sich weitestgehend mit der Konzession für die GBS. Da Konzession und Zustimmungsvertrag unterschiedliche Laufzeiten aufwiesen, kam es in der Folge zu Differenzen und Rechtsstreitigkeiten zwischen der GBS und ihren Tochtergesellschaften auf der einen und dem Berliner Magistrat auf der anderen Seite. Der Magistrat beschloss daraufhin die Einrichtung eines städtischen Straßenbahnbetriebes.
Die Aufsichtsbehörde erließ am 26. September 1900 eine Anordnung, die die Umstellung der verbliebenen, mit Akkumulatortriebwagen betriebenen, Strecken auf Oberleitungsbetrieb vorschrieb. Auf der Charlottenburger Chaussee westlich der Ecke Siegesallee bis zum Brandenburger Tor und weiter durch die Sommerstraße sowie vor dem Schloss Charlottenburg war aus ästhetischen Gründen eine Unterleitung vorgeschrieben. In Höhe der Physikalisch-Technischen Reichsanstalt wurde hingegen eine zweipolige Oberleitung gespannt, um einen Rückstrom durch die Fahrschienen zu vermeiden. Im Februar 1901 verkehrte die letzte Pferdebahnlinie, der Akkumulatorbetrieb endete im Folgejahr. Der Unterleitungsbetrieb stellte sich ebenfalls als störanfällig heraus, da die Kabelkanäle in der kalten Jahreszeit oft mit Laub und Schneematsch verstopft waren. Die letzten Unterleitungsabschnitte wurden daher 1906/07 auf Oberleitung umgerüstet. 1902 verpflichtete sich die Straßenbahngesellschaft, für die vollständige oder teilweise Verlegung der Physikalisch-Technischen Reichsanstalt 100.000 Mark aufzubringen. Zwischen 1911 und 1913 wurde auf dem Telegrafenberg bei Potsdam ein Gebäude für magnetische Messungen errichtet, zu dem die Straßenbahngesellschaft den versprochenen Beitrag leistete.
Am 6. Mai 1902 führten die GBS und ihre Tochtergesellschaften zur Kennzeichnung ihrer Linien-Nummern und Buchstaben ein. Diese ersetzten die zuvor an den Wagen angebrachten farbigen Signallaternen; bei der BCS waren diese spätestens mit dem Übergang zur GBS eingeführt worden. Für die Linien der GBS waren ein- bis dreistellige Zahlen vorgesehen, die Linien der WBV erhielten die Buchstaben A bis M zugeordnet, die Linien der BCS die Buchstaben N bis Z. Die Umstellung zog sich bis Dezember 1902 hin.
| Signaltafel | Weiß | Gelb | Grün | Rot | Weiß | Weiß/Grüner Strich | Weiß/Gelber Strich | Weiß/Blauer Strich |
| Linie       | N    | O    | P    | Q   | R    | S                  | T                  | U                  |

Im September 1905 legte die GBS zwei Projekte für Straßenbahntunnel vor, die den Ost-West-Verkehr bündeln und die viel befahrene Leipziger Straße entlasten sollten. Ein Nordtunnel sollte vom Kleinen Stern entlang der Straße Unter den Linden bis zum Opernplatz führen und die entlang der Dorotheenstraße fahrenden Linien aufnehmen. Am Brandenburger Tor und am Opernplatz waren Gleisschleifen vorgesehen, um auch den Nord-Süd-Verkehr aufzunehmen. Da die Pläne vielfach ob ihrer mangelhaften Ausführung kritisiert wurden, kam es zu keiner Realisierung. Lediglich eine Nord-Süd-Verbindung in Höhe des Opernplatzes, den Lindentunnel, errichtete die Stadt Berlin 1914 bis 1916 in Eigenregie.
Die BCS erweiterte ihr Streckennetz in Charlottenburg und Deutsch-Wilmersdorf zwischen 1901 und 1914 um weitere Verbindungen. 1901 ging die Verbindung vom Stadtbahnhof zum Kurfürstendamm in Betrieb. Es folgten Strecken durch die Wilmersdorfer Straße und Brandenburgische Straße zum Fehrbelliner Platz und in Deutsch-Wilmersdorf von der Wilhelmsaue zur Prinzregentenstraße (1902), in der Leibnizstraße und Alt-Moabit westlich der Gotzkowskybrücke (1905), in der Ringbahnstraße in Halensee sowie in der Kaiser-Friedrich-Straße (1912). Außerhalb des Kernnetzes befuhren die Züge ab 1902 durch die Prinz-Albrecht-Straße und Zimmerstraße in der Berliner Friedrichstadt. Zwischen 1911 und 1914 ging zudem eine Verbindung in Weißensee von der Weißenseer Spitze zur Rennbahnstraße in Betrieb. Den Abschluss bildete die Strecke durch den Kaiserdamm vom Sophie-Charlotte-Platz zum Bahnhof Heerstraße am 30. Juni 1914.
| Linie | Verlauf                                                 | Länge (in km) |
| ----- | ------------------------------------------------------- | ------------- |
| N     | Kupfergraben – Spandauer Straße (Straßenbahnhof)        | 07,8          |
| O     | Kupfergraben – Friedenau, Südwestkorso/Laubacher Straße | 09,5          |
| P     | Bf. Neukölln – Westend, Spandauer Ch./Kirschenallee     | 16,7          |
| Q     | Kniprodestraße/Elbinger Straße – Bf Halensee            | 14,5          |
| R     | Neukölln, Wildenbruchplatz – Spandauer Bock             | 16,0          |
| S     | Kupfergraben – Bf Wilmersdorf-Friedenau                 | 09,6          |
| T     | Kupfergraben – Bf Halensee                              | 09,2          |
| U     | Kupfergraben – Bf Heerstraße                            | 09,5          |
| W     | Bf Schönhauser Allee – Groß-Lichterfelde, Händelplatz   | 18,7          |
| Z     | Weißensee, Rennbahnstraße/Große Seestraße – Bf Halensee | 18,5          |

Westlich von Charlottenburg entstand zu Beginn des 20. Jahrhunderts auf den Nonnenwiesen die Siemensstadt. Da diese noch unzureichend erschlossen war, traten die Unternehmen Siemens & Halske und Siemens-Schuckertwerke in Verhandlungen mit der BCS und der Stadt Charlottenburg ein. Die Stadt erklärte sich bereit, eine Straße zur Grenze nach Siemensstadt anzulegen, die BCS errichtete parallel dazu eine 1,9 Kilometer lange Straßenbahnstrecke vom Landgericht am Gustav-Adolf-Platz über Bahnhof Jungfernheide zur Gemarkungsgrenze. Auf dieser verkehrte ab dem 1. Dezember 1913 eine Pendellinie V. Nach drei Monaten wurde die Linie am 1. Februar 1914 zugunsten der verlängerten Linie 164 der GBS eingestellt. Diese verkehrte ab dem 9. Juni 1914 über die Gemarkungsgrenze hinaus in die Siemensstadt.
Durch den Ausbruch des Ersten Weltkrieges kam es ab dem 3. August 1914 zu Einschränkungen im Linienverkehr. Die 1875 angelegte Strecke vom Großen Stern zum Kurfürstendamm wurde ab dem 15. November 1916 nicht mehr bedient. Der Endpunkt in der Dorotheenstraße wurde am 24. Dezember 1915 direkt in die Straße Am Kupfergraben verlegt. Der Zeitraum dazwischen markiert den größten Ausbauzustand, die Streckennetzlänge betrug 39,62 Kilometer zweigleisige Strecken bei einer Gesamtgleislänge von 87,72 Kilometer.
Da sich im westlich benachbarten Spandau mehrere kriegswichtige Betriebe befanden (u. a. die Siemenswerke und die Armee-Konservenfabrik), veranlasste das Militär die Verknüpfung des Charlottenburger mit dem Spandauer Straßenbahnnetz. Die Spandauer Linien fuhren seit 1906 zum Spandauer Bock und seit 1908 in die Siemensstadt, eine Gleisverbindung zwischen beiden Netzen bestand trotz gleicher Spurweite und Oberleitungsbauart nicht. Am Spandauer Bock verhinderte zudem eine Anhöhe die Gleisverbindung. Nach Abtragung dieser konnten ab dem 13. Mai 1917 die Linien über den Spandauer Bock hinaus zur Triftstraße in Spandau verkehren. Ab dem 21. Januar 1918 waren beide Netze in Siemensstadt miteinander verbunden.
Am 28. Mai 1918 kam es zwischen der GBS und ihren Tochtergesellschaften und dem Verband Groß-Berlin zum Abschluss eines neuen Zustimmungsvertrages bis Ende 1949. Der Vertrag enthielt die Option zur Verschmelzung der GBS mit ihren Tochtergesellschaften, welche der Zweckverband am 3. März 1919 genehmigte. Die Übernahme der Berlin-Charlottenburger Straßenbahn und ferner der Westlichen, Südlichen und Nordöstlichen Berliner Vorortbahn durch die Große Berliner Straßenbahn wurde am 15. Mai 1919 vollzogen. Die BCS hörte damit auf zu bestehen. Zwei Monate später erwarb der Verband Groß-Berlin die Große Berliner Straßenbahn und wandelte diese am 20. September 1919 in ein kommunales Unternehmen um. Durch den Zusammenschluss der GBS mit der Berliner Elektrischen Straßenbahn und den Straßenbahnen der Stadt Berlin entstand am 13. Dezember 1920 die Berliner Straßenbahn (BSt), aus der 1923 die Berliner Straßenbahn-Betriebs-Gesellschaft und 1928/29 die Berliner Verkehrs-Gesellschaft (BVG) hervorgingen.

### Weitere Entwicklung nach 1919

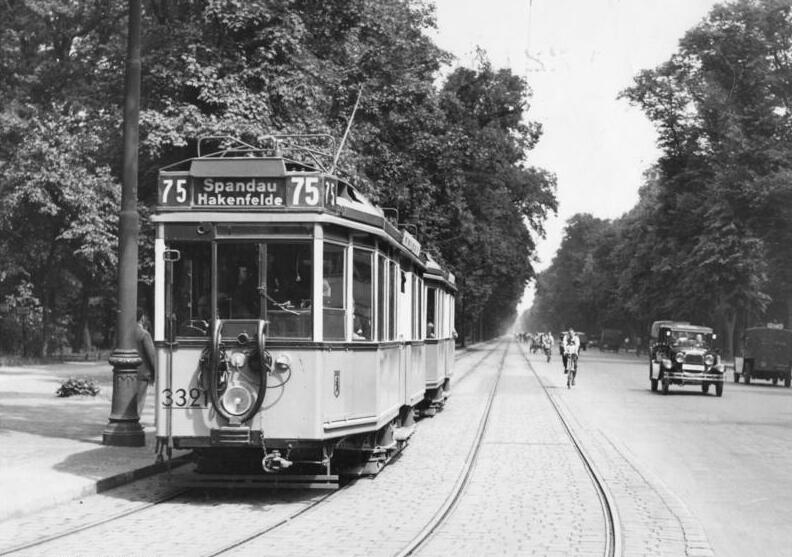
Tw 3321^{II} (TM 33) auf der Charlottenburger Chaussee als Linie 75 nach Spandau, Hakenfelde, wenige Monate vor der Einstellung des Straßenbahnverkehrs, 1934

Nach dem Zusammenschluss strukturierte die Berliner Straßenbahn das Liniennetz neu und vergab einheitliche Liniennummern. Da es durch die Hyperinflation Anfang der 1920er-Jahre zu mehrfachen Linienänderungen und -einstellungen kam, ist ein Vergleich zwischen den einzelnen Linien für diese Zeit nicht möglich. In dieser Zeit kommt es zu Streckeneinstellungen im nördlichen Kurfürstendamm und der Wichmannstraße sowie in der Rankestraße. Am 1. November 1934 wurde die Straßenbahnstrecke durch die Charlottenburger Chaussee und Berliner Straße zwischen Brandenburger Tor und Knie für den Ausbau des Straßenzuges zur Ost-West-Achse stillgelegt. Die daran anschließende Strecke durch die Bismarckstraße und den Kaiserdamm bis zum Adolf-Hitler-Platz folgte drei Jahre darauf am 1. November 1937.
Nach dem Zweiten Weltkrieg wurden mehrere Streckenabschnitte nicht wieder in Betrieb genommen, unter anderem in Moabit, zwischen Amtsgerichtsplatz und Halensee sowie in Weißensee. Die nach 1948 in West-Berlin gelegenen Strecken legte die BVG ab 1954 kontinuierlich still. Der letzte Abschnitt vom Bahnhof Zoo über Ernst-Reuter-Platz und Luisenplatz und die daran anschließende Strecke entlang des Spandauer Damms bis zur Königin-Elisabeth-Straße wurden am 2. Oktober 1967 eingestellt. Das Datum markiert gleichzeitig das Ende der Straßenbahn in den Westsektoren der Stadt. Den im Ostsektor gelegene Abschnitt in der Ebertstraße und Clara-Zetkin-Straße westlich der Planckstraße nutzten die Straßenbahnzüge bis zum Bau der Berliner Mauer als Wendedreieck. Der verbliebene Rest bis zum Kupfergraben ist nach wie vor in Betrieb.

## Unternehmen

### Betriebsergebnisse
| Jahr | Bef. Pers. (in Tsd.) | Einnahmen (in Mark) | Überschuss (in Mark) | Dividende (in %) | Wagen- Kilometer (in Tsd.) | Anmerkungen                                           |
| ---- | -------------------- | ------------------- | -------------------- | ---------------- | -------------------------- | ----------------------------------------------------- |
| 1865 | 00.500               | 0.131.472           |                      | 0,00             | 0270                       | Betriebseröffnung                                     |
| 1872 | 02.500               | 0.568.693           |                      | 24,00            | 0603                       |                                                       |
| 1882 | 03.800               | 0.637.666           |                      | 05,00            | 1503                       | Eröffnung der Stadtbahn                               |
| 1885 | 03.788               | 0.561.308           |                      | 01,75            | 1548                       | Eröffnung der Haltestelle Tiergarten                  |
| 1890 | 05.630               | 0.754.309           |                      | 01,00            | 2210                       |                                                       |
| 1897 | 07.900               | 0.930.800           | 241.284              | 05,00            | 5576                       | 10-Pf-Tarif in Charlottenburg, Einführung el. Betrieb |
| 1900 | 13.685               | 1.460.599           | 365.457              | 03,00            | 4194                       | Übernahme durch die GBS                               |
| 1901 | 14.788               | 1.641.265           | 492.480              | 03,00            | 4796                       | 10-Pf-Tarif in Berlin                                 |
| 1902 | 14.412               | 1.501.547           | 463.552              | 0,00             | 4521                       |                                                       |
| 1908 | 26.350               | 2.674.776           | 813.975              | 0,00             | 8202                       |                                                       |
| 1909 |                      | 2.749.452           | 939.400              | 0,00             | 8227                       |                                                       |
| 1911 | 32.270               | 3.327.000           |                      | 02,50            |                            |                                                       |

Die Berliner Pferde-Eisenbahn erzielte bis 1882 befriedigende, teilweise sogar überragende Ergebnisse; 1872 betrug die Dividende beispielsweise 24 Prozent. Diese Entwicklung verschlechterte sich durch die Inbetriebnahme der Stadtbahn vom Schlesischen Bahnhof zum Bahnhof Charlottenburg schlagartig. Die Eröffnung der Haltestelle Tiergarten in Höhe der Charlottenburger Chaussee verschärfte die Situation zusätzlich. Für Fahrten zwischen der Berliner Innenstadt und dem Kurfürstendamm nutzten die Fahrgäste vorzugsweise die Linien der GBPfE über Potsdamer Platz und Lützowplatz. Durch die bis 1890 eröffneten Linien ließen sich zwar die Fahrgastzahlen steigern, diese standen jedoch in keinem Verhältnis zu den Betriebsausgaben. Die Linien dienten überwiegend dem Charlottenburger Binnenverkehr, der im Verhältnis zu den Verkehrsströmen von und nach Berlin sehr gering ausgeprägt war. Eine Ausdehnung des Netzes nach Berlin war durch die Konkurrenz der GBPfE nicht möglich, da diese alle wichtigen Einfallstraßen mit ihren Gleisen belegte.
Im Rahmen der Netzelektrifizierung schloss die Berlin-Charlottenburger Straßenbahn nach Erteilung der Konzession neue Zustimmungsverträge mit den Städten Berlin, Charlottenburg und Wilmersdorf. Der darin vereinbarte Einheitstarif für Charlottenburg, später auch für Berlin, ließ die Bilanz weiter schrumpfen. Die Übernahme durch die GBS änderte zunächst nur wenig an der Bilanz. Durch die Übernahme der Verwaltung, ab 1907 auch des Personals, und die Ausweitung der Linien auf das Verkehrsgebiet der GBS konnte das Ergebnis bis 1911 langsam verbessert werden. Die Fahrgastzahlen stiegen von 1902 bis 1911 auf mehr als das Doppelte an. 1911 schüttete das Unternehmen eine erstmals nach 1906 wieder eine Dividende von 2,5 Prozent aus.
Im Jahr 1911 betrug das Aktienkapital der Gesellschaft 6.048.000 Mark, das Obligationskapital betrug 5.496.500 Mark mit Tilgung bis 1949. Die Verlustrücklagen lagen bei 14.889,44 Mark. Der Amortisationsfonds, also der Abschreibungswert von Bahnkörper, Gebäude und Wagen, betrug im gleichen Jahr 724.446,91 Mark. Die beiden Instandhaltungsrücklagen beliefen sich auf zusammen 308.432,09 Mark.

### Tarif
Über die Tarife und Fahrpreise der Gesellschaft in der Anfangszeit liegen nur wenige Informationen vor. Auf der Linie vom Kupfergraben nach Charlottenburg galt zunächst ein entfernungsbasierter Tarif. Als Grundlage diente der Fahrpreis einer Eisenbahnfahrt 3. Klasse. Eine einmalige Fahrt über die gesamte Distanz kostete zweieinhalb Silbergroschen (25 [Reichs-]Pfennig), die Teilstrecke Kupfergraben – Brandenburger Tor kostete einen Silbergroschen (10 [Reichs-]Pfennig). Eine Jahreskarte kostete 50 Taler (150 Mark).
Durch den mit der Stadt Charlottenburg abgeschlossenen Zustimmungsvertrag verpflichtete sich das Unternehmen zur Einführung eines 10-Pfennig-Einheitstarifs auf Charlottenburger Gebiet zum 1. Dezember 1897. Am 1. Januar 1901 wurde der 10-Pfennig-Einheitstarif auf den Linien der GBS und ihrer Tochtergesellschaften eingeführt. Er galt für Fahrten innerhalb des jeweiligen städtischen Weichbildes und darüber hinaus bis zum Endpunkt der zu benutzenden Linie. Innerhalb der Stadtgemeinden Charlottenburg und Deutsch-Wilmersdorf galt für die Linien der BCS zudem ein Umsteigetarif zu 10 und 15 Pfennig. Für Fahrten zwischen den Verkehrsgebieten, also den Streckennetzen der einzelnen Gesellschaften, erhoben diese bei Bedarf einen gestaffelten Fahrpreis von bis zu 20 Pfennig mit Teilstreckentarifen zu 15 und 10 Pfennig. Er fand auf den Linien O, P, Q, R, S und W Anwendung, während auf den Linien N, T und U der Binnentarif von 10 Pfennig galt.
Mit der Einführung des Einheitstarifs gaben die GBS und ihre Tochtergesellschaften linienbezogene Zeitkarten aus. Diese waren auf eine oder mehrere Linien ausgestellt, berechtigten aber zur Benutzung aller in der betroffenen Relation verkehrenden Linien. Der Fahrpreis betrug für eine Linie sechs Mark, für jede weitere Linie zwei Mark zusätzlich, höchstens jedoch insgesamt 15 Mark. Nach einer ersten Preiserhöhung im Jahr 1904 betrug der Preis für eine Linie sieben Mark, für zwei Linien zehn Mark, für drei Linien 13 Mark und für das gesamte Liniennetz 15 Mark. Eine Monatskarte für das Verkehrsgebiet aller Gesellschaften kostete 30 Mark. Durch die Einführung der Fahrkartensteuer erhöhten sich die Tarife 1906 nochmals geringfügig. Für den Binnenverkehr in Charlottenburg gab die Gesellschaft bis Ende 1910 zusätzliche Monatskarten zu drei Mark für eine und je eine Mark zusätzlich für jede weitere Linie aus. Zum Vergleich: 1909 betrug das durchschnittliche Jahreseinkommen eines Angestellten der GBS (Fahrer oder Schaffner) 1400 Mark (≈ 10008 Euro).
Schülerzeitkarten für Schüler unter 16 Jahren kosteten drei Mark pro Monat und berechtigten zur Benutzung von zwei Linien für Fahrten zwischen Wohnung und Schule, Sportverein oder Nachhilfeunterricht. Für jede weitere zu benutzende Linie war ein Aufschlag von je einer Mark fällig. Arbeiterwochenkarten gab die Gesellschaft nicht aus. Kinder unter sechs Jahren fuhren umsonst mit, sofern diese keinen separaten Platz für sich beanspruchten Für zwei Kinder unter sechs Jahren war der Fahrpreis für eine Person zu entrichten. Die Mitnahme von Schoß- oder Jagdhunden – letztere waren nur auf besonderen Strecken gestattet – kostete zehn Pfennig.

Fahrscheinmuster der Berlin-Charlottenburger Straßenbahn
Einzelfahrschein über 10 Pfennig wie er von der GBS und ihren Nebenbahnen ausgegeben wurde (Einheitsfahrschein)
Teilstreckenfahrschein über 15 Pfennig für eine Linie im Anschlussbetrieb zwischen Spandauer Bock und Dönhoffplatz
Fahrschein über 15 Pfennig mit Umsteigeberechtigung in Charlottenburg
Fahrschein über 10 Pfennig mit Umsteigeberechtigung in Charlottenburg

## Fahrbetrieb

### Fahrzeuge

Knie, Blick in die Bismarckstraße (li.) und Berliner Straße (re.) mit zwei Triebwagen der Linie N, um 1910

Kreuzung Spandauer Berg Ecke Fürstenbrunner Weg mit Triebwagen 223 auf der Linie R, die Linie verkehrte im Anschlussbetrieb mit der GBS, um 1907

Die BPfE verzeichnete im Eröffnungsjahr 18 Pferdebahnwagen und 130 Pferde in ihrem Bestand. Die Wagen 1–6 und 17 waren zweispännige Decksitzwagen, Wagen 7–10 waren normale Zweispänner, die übrigen Wagen waren Einspänner. Wagen 11–13 waren zudem mit einem Salon ausgestattet. 1886/87 folgte der Umbau aller Wagen zu Decksitzwagen. Mit dem weiteren Ausbau des Netzes beschaffte die BPfE weitere Wagen bei verschiedenen Herstellern. Ab 1892 setzte die BPfE speziell für den Ausflugsverkehr Sommerwagen mit offenen Seitenwänden ein. Bis 1895 stieg der Bestand auf 101 Wagen an, davon zehn offene Einspänner (Sommerwagen), zehn geschlossene Zweispänner, 47 geschlossene Einspänner und 34 Decksitzwagen. Einen Teil der Wagen verwendete die Gesellschaft nach dem Beschluss zur Elektrifizierung als Beiwagen weiter. Die Decksitzwagen ließ sie zu Eindeckern umbauen. Die Sommerwagen wurden während des Ersten Weltkrieges verschlossen, sodass ein ganzjähriger Einsatz erfolgen konnte. Die letzten Pferdebahnwagen musterte die Berliner Straßenbahn in den 1920er-Jahren aus.
Für den elektrischen Versuchsbetrieb der Jahre 1882/83 wurden die Einspänner 36 und 38 herangezogen. Die Verbindungskabel zwischen den Stromabnehmern und den Wagen waren an einem Wagenende angebracht. Die Wagen wurden nach dem Ende des Versuchsbetriebs wieder zurückgebaut. Nach der flächendeckenden Elektrifizierung mit Oberleitung waren die beiden Fahrzeuge wieder als Triebwagen im Einsatz bis zu ihrer Ausmusterung 1920.
Der Akkumulatorbetrieb umfasste 34 Triebwagen, die die Gesellschaft in den Jahren 1895 bis 1897 beschaffte. Vier Triebwagen (Tw 24II, 32II, 133, 134) entstanden aus ehemaligen Pferdebahnwagen. Bei zwei weiteren Triebwagen (Tw 290 und 150) handelte es sich um Einzelexemplare. Triebwagen 150 erhielt später die Nummer 291. Nach der Umstellung auf Oberleitungsbetrieb wurden die Triebwagen umgerüstet und die ehemaligen Pferdebahnwagen zu Beiwagen umgebaut oder ausgemustert.
Die verbliebenen Triebwagen waren in einer 29 Fahrzeuge umfassenden Serie zusammengefasst. Sie hatten zwei zweiachsige Drehgestelle und sieben Seitenfenster in der Anordnung breit–schmal–breit–schmal–breit–schmal–breit. Die Verwendung von Drehgestellen begründete sich in dem hohen Eigengewicht der Akkumulatoren. 1899 wurden die Fahrzeuge mit jeweils zwei Bügelstromabnehmern ausgestattet, 1901 folgte die Umstellung auf Rollenstromabnehmer, im darauffolgenden Jahr der Ausbau der Akkumulatoren. Stattdessen waren die Wagen nun mit einem Kontaktschuh für den Unterleitungsbetrieb ausgestattet. Zwischen 1905 und 1907 erhielten elf Triebwagen nach einem Umbau Maximum-Drehgestelle und vergrößerte Einstiegsplattformen. Die übrigen 18 Triebwagen musterte die BCS bis 1913 aus und stellte an ihrer statt die gleiche Anzahl an Maximumtriebwagen in Dienst. Triebwagen 221 musste nach einem Unfall ausgemustert werden, die übrigen Fahrzeuge gingen 1920 in den Bestand der BSt über. Die 1905/07 umgebauten Triebwagen musterte die Berliner Straßenbahn bis 1929 aus. Von den 1913 gebauten Triebwagen wurden 1925 wiederum fünf Triebwagen mit geschlossenen Plattformen der Berliner Einheitsbauform ausgestattet. Während die offenen Wagen bis 1936 verkehrten, waren von den fünf Umbauwagen (ab 1934 als Typ TD beziehungsweise TD 07/25) drei nach dem Zweiten Weltkrieg noch vorhanden. Die BVG-West musterte ihre zwei Triebwagen 1955 aus, den in Ost-Berlin verbliebenen Triebwagen bezog die BVG-Ost 1969 in das Reko-Programm ein.
Der elektrische Mischbetrieb mit Oberleitung und Akkumulatoren erforderte die Bestellung weiterer Fahrzeuge. Die BCS bestellte 1898 bei der Dessauer Waggonfabrik 60 zweiachsige Triebwagen. Die Stromentnahme sollte nach dem Siemens’schen System über Schleifbügel erfolgen. Die Auslieferung zog sich vom 1. August 1899 bis zum 1. Oktober 1901 hin. Für den elektrischen Teil der Ausrüstung waren vermutlich die Akkumulatorenfabrik Berlin-Hagen sowie Siemens & Halske verantwortlich. Die Wagenkästen ruhten zunächst auf Pressblechfahrgestellen. 1902 wurden die Akkumulatoren ausgebaut. Da die Physikalisch-Technische Reichsanstalt eine Beeinflussung durch Kriechströme befürchtete, wurde in der Marchstraße eine zweite Oberleitung als Rückleiter gespannt. Zunächst erhielten 15 Triebwagen hierzu zwei weitere Rollenstromabnehmer, die im Gegensatz zum ersten nicht drehbar waren. Mit der Ausweitung des Verkehrs rüstete die BCS weitere Fahrzeuge um. Die doppelte Fahrleitung war auf einer Länge von 1,19 Kilometern bis in den Ersten Weltkrieg hinein gespannt. Neben dieser Maßnahme erfuhren die Triebwagen weitere umfangreiche Umbauten. 1902 folgte zusätzlich die Umrüstung auf Rollenstromabnehmer und der Austausch der Fahrschalter durch Modelle der Union-Elektricitäts-Gesellschaft. Die alten 12-PS-Fahrmotoren ersetzte man durch 15-PS-Motoren. Weitere Maßnahmen betrafen die Umstellung der Kupplung von Trompeten- auf Trichterkupplung oder die Anpassung der Lackierung an das Farbschema der GBS mit tannengrünen Seitenwänden. 1903 erhielten die Wagen zudem neue Fahrgestelle der Bauart Neu-Berolina. Die Wagen waren nach dem Zusammenschluss zur Berliner Straßenbahn bis in die 1920er-Jahre im Fahrgasteinsatz anzutreffen. Ein Teil der Wagen diente danach als Arbeitswagen.
Ebenfalls 1902 beschaffte die BCS noch 15 Berolina-Triebwagen. Die Fahrzeuge glichen den Berolina-Triebwagen der GBS. Die Fahrzeuge wurden 1920 von der Berliner Straßenbahn übernommen bis 1929 ausgemustert. Ein Triebwagen diente nach der Ausmusterung noch als Hilfsgerätewagen H11.

Fahrzeuge der Berliner Pferde-Eisenbahn und Berlin-Charlottenburger Straßenbahn
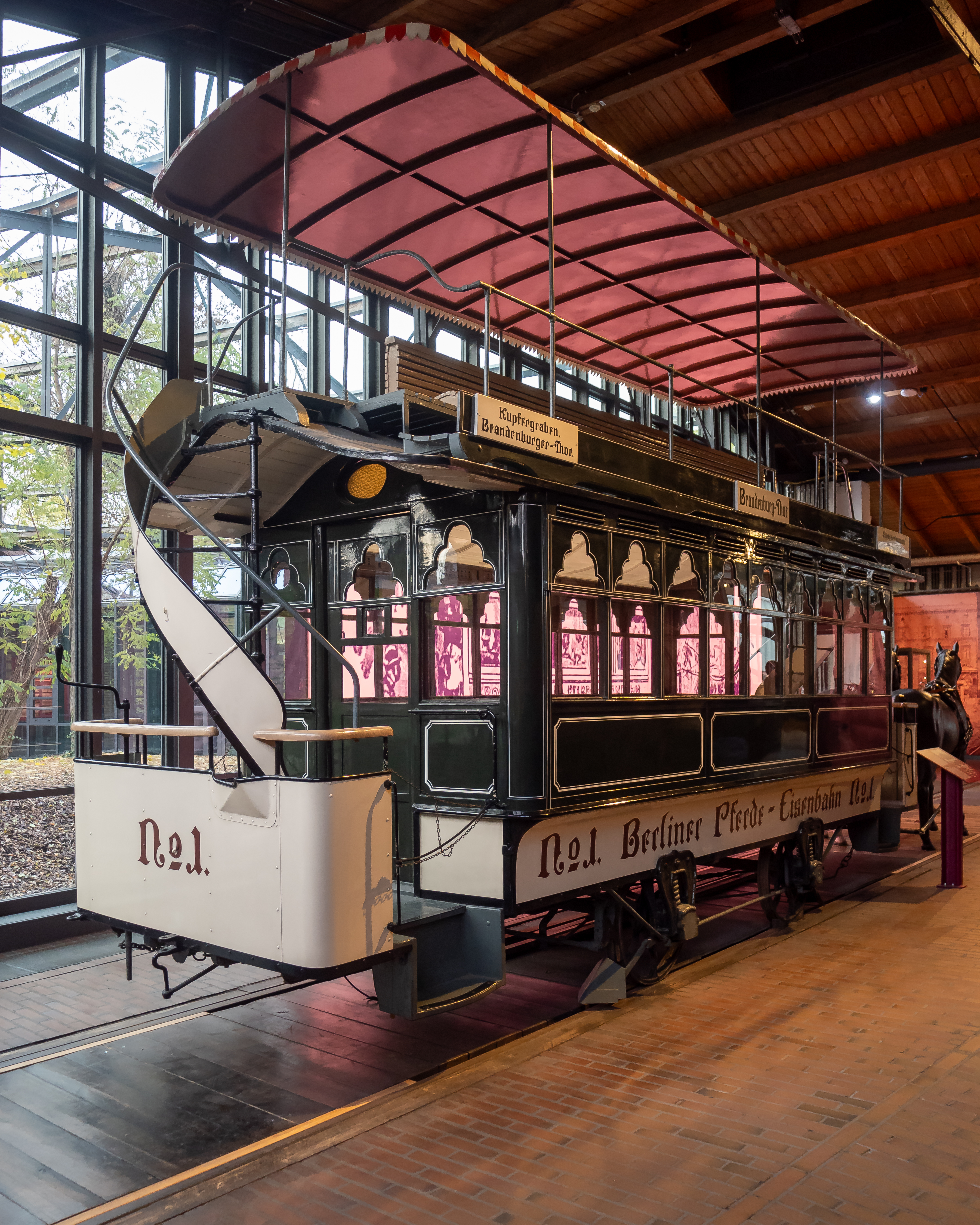
Pfw 1 (Bj. 1865), 2024
Bw 74 (Bj. 1883), um 1910
Bw 155 (Bj. 1900), um 1910
Tw 212 (Bj. 1897) nach dem Umbau, um 1910
Tw 221 (Bj. 1897) für reinen Akkumulatorbetrieb, um 1900
Tw 248 (Bj. 1900) mit drei Stromabnehmern, um 1911
Tw 249 (Bj. 1900) noch mit Bügelstromabnehmer, um 1900
Tw 150 (Bj. 1895, später Tw 291), um 1900

Pfw – Pferdebahnwagen; Bw – Beiwagen; Tw – Triebwagen
Der Pferdebahnwagen 1 aus dem Eröffnungsjahr 1865 ist als historisches Fahrzeug erhalten. Der Wagen wurde seit 1993 in der Monumentenhalle des Deutschen Technikmuseums Berlin aufbewahrt und ist das älteste vorhandene Straßenbahnfahrzeug Europas. Im Juni 2023 wurde der Wagen in die historischen Lokschuppen des Museums gebracht. Er soll dort Teil der neuen Dauerausstellung Schienenverkehr werden. Der Beiwagen 147 wurde zuletzt unter der Nummer 1688 im Zustand der 1930er-Jahre präsentiert. Das Fahrzeug wurde 2016 verschrottet.
Die nachfolgende Tabelle bietet eine Übersicht über die bei der Berliner Pferde-Eisenbahn und Berlin-Charlottenburger Straßenbahn eingesetzten Fahrzeuge. Die Sortierung erfolgt numerisch nach der Wagennummer. Da das Unternehmen einen Großteil der Pferdebahnwagen nach der Elektrifizierung um die Jahrhundertwende ausmusterte, sind in der zweiten Spalte nur die Wagennummern berücksichtigt, die für den elektrischen Betrieb umgerüstet wurden. Geklammerte Nummern verweisen darauf, dass ein Pferdebahnwagen oder Beiwagen als Triebwagen genutzt wurde oder umgekehrt. Umnummerierungen, die nach 1920 stattgefunden haben, sind nicht berücksichtigt, Ausnahme sind die Nummern der bekannten Arbeitswagen. Fahrzeuge, die nur vorübergehend auf dem Netz verkehrten, etwa während der ersten Versuche mit Dampf- oder Akkumulatortriebwagen, sind nicht aufgeführt.
| Pfw                                   | Tw / Bw                                                                             | Wagen-Nr. (ab 1920)                   | Hersteller (mech. / el.)              | Baujahr                               | Anmerkungen |                                       |
| Pferdebahnwagen (Pfw) / Beiwagen (Bw) | Pferdebahnwagen (Pfw) / Beiwagen (Bw)                                               | Pferdebahnwagen (Pfw) / Beiwagen (Bw) | Pferdebahnwagen (Pfw) / Beiwagen (Bw) | Pferdebahnwagen (Pfw) / Beiwagen (Bw) | Pferdebahnwagen (Pfw) / Beiwagen (Bw) | Pferdebahnwagen (Pfw) / Beiwagen (Bw) |
| ------------------------------------- | ----------------------------------------------------------------------------------- | ------------------------------------- | ------------------------------------- | ------------------------------------- | --- | ------------------------------------- |
| 1–6, 17                               | 5                                                                                   | 453                                   | Lauenstein                            | 1865                                  | Decksitzwagen; Bw 1 später als Museumswagen vorhanden; Bw 5 1926 ausgemustert; übrige nach 1900 ausgemustert |                                       |
| 7–10                                  | 7, 10                                                                               | 454+455                               | Lauenstein                            | 1865                                  | Zweispänner, 1886/87 Umbau zu Decksitzwagen, Pfw 10 mit veränderter Fensteraufteilung; Bw 7 1924 ausgemustert; Bw 10 1926 ausgemustert übrige nach 1900 ausgemustert |                                       |
| 11–16, 18                             | 11, 13, 18                                                                          | 456+457                               | Lauenstein                            | 1865                                  | Einspänner, Pfw 11–13 mit Salon; 1887 Umbau zu Decksitzwagen; Bw 11, 13, 18 1926 ausgemustert; übrige nach 1900 ausgemustert |                                       |
| 14II–16II                             | –                                                                                   | –                                     |                                       | 1896                                  | Einspänner; 1900 ausgemustert |                                       |
| 19+20                                 | –                                                                                   | –                                     | Grums                                 | 1872                                  | Decksitzwagen; nach 1900 ausgemustert |                                       |
| 21–26                                 | 21–23, 25+26                                                                        | 10–14                                 |                                       | 1872                                  | Einspänner; Pfw 24 vor 1896 ausgemustert; übrige bis 1926 ausgemustert |                                       |
| 24II                                  | (24II)                                                                              | –                                     |                                       | 1896                                  | Einspänner; 1896 Umbau für el. Akku-Betrieb; um 1900 ausgemustert |                                       |
| 27+28                                 | 27                                                                                  | 15                                    | Grums                                 | 1872                                  | Decksitzwagen; 1924 in Güterlore G75, Verbleib unbekannt |                                       |
| 29–35                                 | 31, 35                                                                              | 16                                    | Grums                                 | 1873                                  | Decksitzwagen; Pfw 1900 ausgemustert; Bw 35 1920 ausgemustert; übrige 1928 ausgemustert |                                       |
| 32II                                  | (32II)                                                                              | 459                                   |                                       | 1896                                  | Einspänner; 1896 Umbau für el. Akkubetrieb; 1900 Umbau zu Bw; 1925 ausgemustert |                                       |
| 36–46                                 | (36, 38)                                                                            | –                                     | Stephenson                            | 1875                                  | Einspänner; Pfw 36, 38 1882/83 für el. Versuchsbetrieb, 1900 Umbau für el. Betrieb; übrige 1900 ausgemustert |                                       |
| 36II+37II                             | –                                                                                   | –                                     |                                       | 1896                                  | Einspänner (?) |                                       |
| 47–49                                 | –                                                                                   | –                                     | Grums                                 | 1876                                  | Decksitzwagen; um 1900 ausgemustert |                                       |
| 50–55                                 | –                                                                                   | –                                     | Stephenson                            | 1879                                  | Einspänner; 1900 ausgemustert |                                       |
| 50II                                  | –                                                                                   | –                                     | Stephenson                            | 1896                                  | Einspänner; 1900 ausgemustert |                                       |
| 56–60                                 | –                                                                                   | –                                     | Wöhlert                               | 1880                                  | Decksitzwagen; 1900 ausgemustert |                                       |
| 61–73                                 | –                                                                                   | –                                     | Noell                                 | 1881–1883                             | Einspänner; 1900 ausgemustert |                                       |
| 74–77                                 | 74–77                                                                               | 460–463                               | Wöhlert                               | 1883                                  | Decksitzwagen; 1886 ex NBPf Pfw 86–89; 1925/28 ausgemustert |                                       |
| 78–89                                 | –                                                                                   | –                                     | Noell                                 | 1887–1889                             | Einspänner; 1900 ausgemustert |                                       |
| 90–96                                 | –                                                                                   | –                                     |                                       | 1890                                  | Einspänner; 1900 ausgemustert |                                       |
| 97–99                                 | 97–99                                                                               | 621–623                               |                                       | 1892                                  | Einspänner, Sommerwagen; 1914 mit geschlossenen Seitenwänden; 1926/28 ausgemustert |                                       |
| 100–104                               | 100–104                                                                             | 624–627                               |                                       | 1893                                  | Einspänner, Sommerwagen; 1914/18 mit geschlossenen Seitenwänden, Bw 100 ausgemustert; übrige 1926/28 ausgemustert |                                       |
| 105–107                               | 105–107                                                                             | 628–630                               |                                       | 1895                                  | Einspänner, Sommerwagen; 1914/18 mit geschlossenen Seitenwänden; 1926/28 ausgemustert |                                       |
| 108–113                               | 108–113                                                                             | 631–636                               |                                       | 1895                                  | Einspänner, Sommerwagen; 1914/18 mit geschlossenen Seitenwänden; 1926 ausgemustert |                                       |
| 114–119                               | 114–119                                                                             | 637–642                               |                                       | 1896                                  | Einspänner, Sommerwagen; 1914/18 mit geschlossenen Seitenwänden; 1924/26 ausgemustert |                                       |
| 120–127                               | 120–127                                                                             | 643–650                               |                                       | 1896                                  | Einspänner, Sommerwagen; 1914/18 mit geschlossenen Seitenwänden; 1926/28 ausgemustert |                                       |
| 128–132                               | 128–132                                                                             | 651–655                               |                                       | 1897                                  | Einspänner, Sommerwagen; 1914/17 mit geschlossenen Seitenwänden; 1926 ausgemustert |                                       |
| 133+134                               | (133+134)                                                                           | –                                     |                                       | 1898                                  | Einspänner; 1898 Umbau für el. Akku-Betrieb; 1900 ausgemustert |                                       |
| 135–139                               | 135–139                                                                             | 464–468                               |                                       | 1899                                  | Einspänner; 1926/28 ausgemustert |                                       |
| 140–157                               | 140–157                                                                             | 656–673                               |                                       | 1900                                  | Einspänner, Sommerwagen; 1914/17 mit geschlossenen Seitenwänden; 1925/33 ausgemustert; Bw 1688 (ex BSt 663, ex BCS 147) bis 2016 hist. Fzg, 2016 verschrottet |                                       |
| Triebwagen (Tw)                       |                                                                                     |                                       |                                       |                                       | |                                       |
| (24II)                                | 24II                                                                                | –                                     |                                       | 1896                                  | Einspänner; 1896 Umbau für el. Akku-Betrieb; um 1900 ausgemustert |                                       |
| (32II)                                | 32II                                                                                | 459                                   |                                       | 1896                                  | Einspänner; 1896 Umbau für el. Akkubetrieb; 1900 Umbau zu Bw; 1925 ausgemustert |                                       |
| (36+38)                               | 36+38                                                                               | –                                     | Stephenson / S&H                      | 1875                                  | Einspänner; 1882/83 Umbau für el. Versuchsbetrieb mit Doppelfahrleitung und Schlitzrohrfahrleitung; vor 1921 ausgemustert |                                       |
| (133+134)                             | 133+134                                                                             | –                                     |                                       | 1898                                  | Einspänner; 1898 Umbau für el. Akku-Betrieb; 1900 ausgemustert |                                       |
|                                       | 201–229                                                                             | 4721–4730                             | Dessau / S&H                          | 1897                                  | Akku-Tw; 1905/07 Umbau für Oberleitungsbetrieb; Tw 201, 202, 204, 207, 212, 213, 217, 220, 221, 225, 226 mit neuen Plattformen, Drehgestellen und el. Ausrüstung; Tw 203, 205, 206, 208–211, 214–216, 218, 219, 222–224, 227–229 bis 1913 ausgemustert; Tw 221 vor 1920 ausgemustert |                                       |
|                                       | 203II, 205II–206II, 208II–211II, 214II–216II, 218II–219II, 222II–224II, 227II–229II | 5275–5292                             | AEG                                   | 1913                                  | Maximumtriebwagen; ab 1925 teilw. mit neuen geschlossenen Plattformen und neuer Wagen-Nr.; übrige bis 1936 ausgemustert |                                       |
|                                       | 230–289                                                                             | 3740–3799                             | Dessau / S&H                          | 1899                                  | Bügelstromabnehmer; später mit Rollenstromabnehmer und Berolina-Fahrgestell; teilw. mit weiteren Stromabnehmern zur Rückleitung; 1929 ausgemustert |                                       |
|                                       | 290                                                                                 | 3800                                  | S&H                                   | 1897                                  | Akku-Tw; später Umbau für reinen Oberleitungsbetrieb; 1925 ausgemustert |                                       |
|                                       | 291                                                                                 | 3801                                  | S&H                                   | 1895                                  | Akku-Tw; ex Tw 150; später Umbau für reinen Oberleitungsbetrieb; 1925 ausgemustert |                                       |
|                                       | 292–306                                                                             | 3802–3816                             | AEG                                   | 1902                                  | Berolina-Wagen; Tw 292 vor 1929 als Hilfsgerätewagen H11, Verbleib unbekannt; übrige bis 1929 ausgemustert |                                       |

### Betriebshöfe

#### Betriebshof Charlottenburg

Betriebshof in der Spandauer Straße, um 1900

Der erste Betriebshof der BPfE befand sich am westlichen Streckenende an der Spandauer Straße 13/14, Ecke Sophie-Charlotten-Straße. Der Hof ging zeitgleich mit der Strecke 1865 in Betrieb. Die hölzerne, von einem Satteldach gedeckte Wagenhalle, maß 95 Meter in der Länge, der Stall fasste 128 Pferde. Hinzu kamen ein in Holzfachwerk errichtetes Wohnhaus, eine Wartehalle und eine Fahrkartenausgabe. 1871 wurde der Hof um einen zweigeschossigen Verwaltungsbau ergänzt. Vier Jahre darauf kamen eine zweite Wagenhalle sowie ein zweigeschossiger Stall hinzu. Für das Jahr 1876 werden ferner zwei weitere Ställe, Kontor, Waage und Treibhaus erwähnt. Bis zum Traktionswandel waren im Hof bis zu 100 Wagen und 300 Pferde beheimatet, die Wagenaufstellfläche war für bis zu 124 Wagen ausgelegt. Im Jahr 1900 erfolgte der Umbau des Hofes für den elektrischen Betrieb und die Erweiterung der Stellfläche für 187 Wagen, die Werkstatt wurde in den neu errichteten Hof Spreestraße verlegt. Nach dem Übergang zur GBS und ihren Nachfolgern erhielt der Hof die Nummer XVI beziehungsweise 16 zugeteilt. Mit der Inbetriebnahme des neuen Betriebshofes Charlottenburg in der Königin-Elisabeth-Straße wurde der alte Hof von 1865 geschlossen. Bis 1932 nutzte die BVG die Fläche zum Abstellen ausgemusterter Wagen, bis 1935 diente sie zudem einer Spedition zur Abstellung ihrer Fahrzeuge. Der Abriss erfolgte 1935, auf dem Gelände befinden sich seitdem Wohnungen.

#### Betriebshof Spreestraße

Wagenhalle im Betriebshof Spreestraße, um 1904

Im Rahmen der anstehenden Umstellung auf elektrischen Akkumulatorbetrieb ließ die BCS 1896/97 nach Plänen der S&H-Bauabteilung einen neuen Betriebshof errichten. Er umfasste das 8442 Quadratmeter große Grundstück Spreestraße 59, Charlottenburger Ufer 20–24 und Havelstraße 10–12. Die Zufahrten befanden sich in der Spree- und Havelstraße. Der Betriebshof verfügte über zwei jeweils zweigeschossige Wagenhallen, Verwaltungsbauten und ein Kraftwerk zur Stromerzeugung und Ladung der Akkumulatoren. Die Fassaden der Bauten waren mit Blendziegeln verkleidet. Die Hallen wurden von Satteldächern gedeckt, die Zwischendecken waren als Kappendecke angelegt. Die größere Wagenhalle an der Havelstraße verfügte im Untergeschoss über elf Aufstellgleise für 40 Wagen. Die kleinere Halle an der Spreestraße hatte je Geschoss fünf Gleise für insgesamt zehn Trieb- und fünf Beiwagen. Zwischen beiden Hallen befand sich eine Schiebebühne, die mit einem Wagenaufzug kombiniert war. In den Wagenhallen waren außerdem die Werkstätten untergebracht. Am 1. Juli 1906 gab die BCS die eigene Werkstatt auf. Sie ließ ihre Fahrzeuge fortan gegen Erstattung der Selbstkosten in den Werkstätten der GBS warten. Bereits 1921 wurde das nun nicht mehr benötigte Kraftwerk stillgelegt. Die schrittweise Stilllegung der Hallen erfolgte ab 1926 in Anbetracht des geplanten neuen Betriebshofs Charlottenburg in der Königin-Elisabeth-Straße. Die Hallen dienten danach verschiedenen Zwecken. Unter anderem nutzte das Bezirksamt Charlottenburg sie als „Haus des Sports“. Das Grundstück wurde in den 1950er-Jahren aufgeteilt. In den 1970er Jahren beschädigte ein Brand die größere Wagenhalle, die daraufhin wiederaufgebaut wurde. Im Frühjahr 2019 wurden die große Halle an der Arcostraße abgerissen und die noch vorhandenen Gleisreste an der Hofeinfahrt entfernt, um Platz für eine seit 2014 auf dem Grundstück vorgesehene Wohnbebauung zu schaffen. Die kleinere Halle an der Wintersteinstraße ist weiterhin vorhanden.

#### Wagenhallen
Neben den beiden Betriebshöfen verfügte die BPfE beziehungsweise BCS über zwei Wagenhallen.
Die Wagenhalle Zoologischer Garten befand sich auf einem vom Zoo gepachteten Gelände an der Lichtensteinbrücke, die genaue Lage ist nicht bekannt. Sie war für etwa zehn bis zwölf Wagen und 50 Pferde ausgelegt. Sie wurde mit Inbetriebnahme der Strecke am 3. Juli 1875 eröffnet und war bis zur Einstellung des Pferdebahnbetriebs im Februar 1901 in Nutzung.
Am Spandauer Bock mietete die BCS um die Jahrhundertwende auf dem Grundstück des namensgebenden Lokals einen Schuppen zur Abstellung ausgemusterter Pferdebahnwagen an. Das Grundstück lag südlich der Spandauer Chaussee. Nach dem Verkauf der Wagen wurde der Schuppen wieder dem Eigentümer überlassen.